# Витязевский район
Ви́тязевский район (укр. Витязівський район) — бывшая административно-территориальная единица Одесской, Николаевской и Кировоградской областей Украинской ССР, с центром в селе Витязевка

## История
Район образован 17 февраля 1935 года на территории 15 сельских советов, выделенных из Бобринецкого района, и вошёл в состав Одесской области Украинской ССР. Постановлением ЦИК СССР от 22 сентября 1937 года Витязевский район из состава Одесской области был передан в состав Николаевской области. Указом Президиума Верховного Совета СССР от 10 января 1939 года район включён в состав образованной этим же указом Кировоградской области.
Район был расформирован в ноябре 1959 года, его территория была включена в состав Бобринецкого района.

## Состав района
По состоянию на 1946 год, район включал в себя следующие населённые пункты:
- Апрелевский сельский совет:
  - Апрелевка
  - Ильинка
  - Ростычево
  - хутор Маковиевка
- Буховецкий сельский совет:
  - Буховецкое
  - Каменоватка
  - Маковиевка
  - хутор Казачий
- Витязевский сельский совет:
  - Витязевка
  - Софиевка
  - хутор Проминь
- Дончинский сельский совет:
  - Дончино
  - Фадиевка
  - хутор Ровенцы
- Кировский сельский совет:
  - Бобринка
  - Великая Водяная
  - Грузское
  - Кирово
  - Новая Владимировка
  - Петровка
  - хутор Берёзовка
  - хутор Малая Водяная
  - хутор Ульяновка
  - хутор Яблоновка
- Кривоносовский сельский совет:
  - Кривоносово
  - Криничеватое
  - хутор Шевченковский
- Марьяновский сельский совет:
  - Марьяновка
  - Осыковатое
  - посёлок совхоза им. Куйбышева
- Николо-Бабанский сельский совет:
  - Николо-Бабанка
  - Ульяновка
- Новоградовский сельский совет:
  - Водяно-Михайловка
  - Новоградовка
  - Новосамара
  - Новоселье
  - Пеньково
  - Ружино
  - Скелеватка
  - Федосиевка
  - хутор Цимбалы
- Павлогорковский сельский совет:
  - Белеевка
  - Бредихино
  - Любомирка
  - Павлогорковка
  - хутор Шевченка
- Рощаховский сельский совет:
  - Мариуполь
  - Надиновка
  - Рощаховка
  - хутор Калиновка
- Сорочановский сельский совет:
  - Варламовка
  - Проскуровка
  - Сорочаново
  - хутор Ворошиловка
- Ставровский сельский совет:
  - Гнилой Еланец
  - Жаховка
  - Ставровка
- Фёдоровский сельский совет:
  - Высочаново
  - Тарасовка
  - Фёдоровка
- Шишкинский сельский совет:
  - Андреевка
  - Григоровка
  - Новоандреевка
  - Шишкино
  - хутор Червоный